# Irina Slonova
Irina Slonova (en russe : Ирина Слонова) est une gymnaste trampoliniste russe.

## Biographie
En 1984, elle remporte la médaille d'or par équipe et la médaille d'argent en individuel aux Championnats du monde de trampoline. 45e de l'épreuve individuelle aux Mondiaux de 1992, elle se classe 12e de l'épreuve en 1994. Lors de ces mêmes Championnats du monde, elle remporte le titre par équipe. Ce titre est conservé aux 1996 à Vancouver, où elle prend la onzième place du trampoline individuel.
Elle est sacrée championne d'Europe par équipe en 1997 à Eindhoven.